# Procol Harum (álbum)
Procol Harum es el álbum de estudio debut del grupo británico Procol Harum, lanzado al mercado en junio de 1967.

## Lista de canciones
Todas las canciones fueron escritas por Gary Brooker (música) y Keith Reid (textos), excepto "Repent Walpurgis", escrita por Matthew Fisher, sobre fragmentos de Charles-Marie Widor y Johann Sebastian Bach. 

### Disco original británico

#### Cara A
1. "Conquistador" - 2:40
2. "She Wandered Through the Garden Fence" - 3:27
3. "Something Following Me" - 3:40
4. "Mabel" - 1:57
5. "Cerdes (Outside the Gates Of)" - 5:10

#### Cara B
1. "A Christmas Camel" - 4:50
2. "Kaleidoscope" - 2:55
3. "Salad Days (Are Here Again)" - 3:41
4. "Good Captain Clack" - 1:31
5. "Repent Walpurgis" - 5:06

## Créditos
- Matthew Fisher – órgano Hammond
- Dave Knights – bajo
- B.J. Wilson – batería
- Robin Trower – guitarra
- Gary Brooker – piano y voz
- Keith Reid – textos

Sólo en "A Whiter Shade of Pale":
- Ray Royer (en lugar de Robin Trower) – guitarra
- Bill Eyden[2] (en lugar de B.JWilson) – batería